# Большебадраково
Большебадра́ково (рос. Большебадраково, башк. Оло Баҙраҡ) — присілок у складі Бураєвського району Башкортостану, Росія. Адміністративний центр Бадраковської сільської ради.
Населення — 430 осіб (2010; 446 у 2002).
Національний склад:
- башкири — 90 %